# محمد المختار
محمد المختار (بالفرنسية: Mohamed El Moctar)‏ هو سياسي من مالي، وهو يعمل كوزير للمصلحة الوطنية المالية.